# Seznam ostrovů Malých Sund
Ostrovy Malých Sund větší než 1000 km².
|    | ostrov  | indonésky     | rozloha (km²) | pobřeží (km) | max. nadm. výška (m) | nejvyšší vrchol | počet obyvatel | hustota zalidnění | největší sídlo | provincie Indonésie    | země      | souostroví          | lokalizace                       |
| -- | ------- | ------------- | ------------- | ------------ | -------------------- | --------------- | -------------- | ----------------- | -------------- | ---------------------- | --------- | ------------------- | -------------------------------- |
| 1  | Timor   | Pulau Timor   | 28 418        | —            | 2 963                | Tatamailau      | 3 182 693      | 94,5              | Kupang         | Východní Nusa Tenggara | ,         | Timorské souostroví | 9°3′ j. š., 125°15′ v. d.        |
| 2  | Sumbawa | Pulau Sumbawa | 14 386        | —            | 2 850                | Tambora         | 1 561 461      | 101,3             | Bima           | Západní Nusa Tenggara  | Indonésie |                     | 8°47′ j. š., 118°5′ v. d.        |
| 3  | Flores  | Pulau Flores  | 14 154        | —            | 2 370                | Poco Mandasawu  | 1 831 000      | 135,0             | Maumere        | Východní Nusa Tenggara | Indonésie |                     | 8°40′29″ j. š., 121°23′4″ v. d.  |
| 4  | Sumba   | Pulau Sumba   | 10 711        | —            | 1 225                | Wanggameti      | 779 049        | 77,8              | Waingapu       | Východní Nusa Tenggara | Indonésie |                     | 9°40′ j. š., 120° v. d.          |
| 5  | Bali    | Pulau Bali    | 5 416         | —            | 3 031                | Agung           | 4 317 404      | 750,0             | Denpasar       | Bali                   | Indonésie |                     | 8°25′23″ j. š., 115°14′55″ v. d. |
| 6  | Lombok  | Pulau Lombok  | 4 625         | —            | 3 726                | Rinjani         | 3 832 631      | 793,2             | Mataram        | Západní Nusa Tenggara  | Indonésie |                     | 8°33′54″ j. š., 116°21′4″ v. d.  |
| 7  | Wetar   | Pulau Wetar   | 3 625         | —            | 1 412                | Hunun Arnau     | 6 127          | 1,7               | Ilwaki         | Moluky (provincie)     | Indonésie | Jihozápadní ostrovy | 7°48′ j. š., 126°18′ v. d.       |
| 8  | Alor    | Pulau Alor    | 2 120         | —            | 1 765                | Gunung Muna     | 163 377        | 76,9              | Kalabahi       | Východní Nusa Tenggara | Indonésie | Alorské souostroví  | 8°15′ j. š., 124°45′ v. d.       |
| 9  | Lembata | Lomblen       | 1 270         | —            | 1 737                | Ili Ujolewung   | 135 930        | 107,3             | Nubatukan      | Východní Nusa Tenggara | Indonésie | Solorské souostroví | 8°24′ j. š., 123°34′12″ v. d.    |
| 10 | Roti    | Pulau Rote    | 1 227         | —            | 430                  | Musaklain       | 119 711        | 97,6              | Ba'a           | Východní Nusa Tenggara | Indonésie | Timorské souostroví | 10°43′30″ j. š., 123°8′25″ v. d. |